# Semana Santa in Sevilla
Die Feierlichkeiten der Semana Santa (Karwoche) in Sevilla sind die bedeutendsten und bekanntesten in ganz Spanien. Vom Palmsonntag bis zum Ostersonntag lebt die ganze Stadt im Bann der Prozessionen.

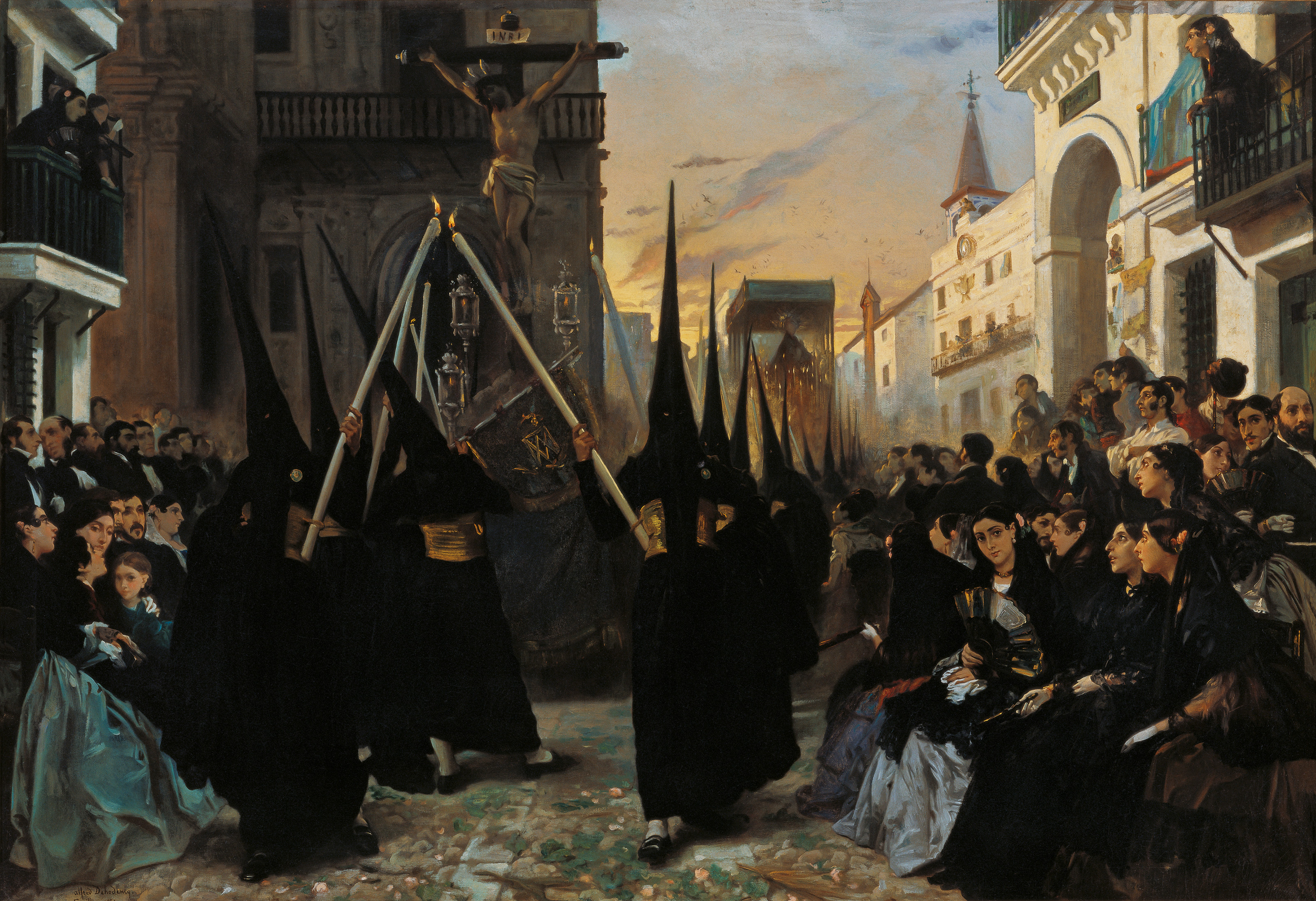
Eine Bruderschaft in einer Prozession in der Calle Génova, Sevilla. Gemälde von Alfred Dehodencq aus dem Jahr 1851.

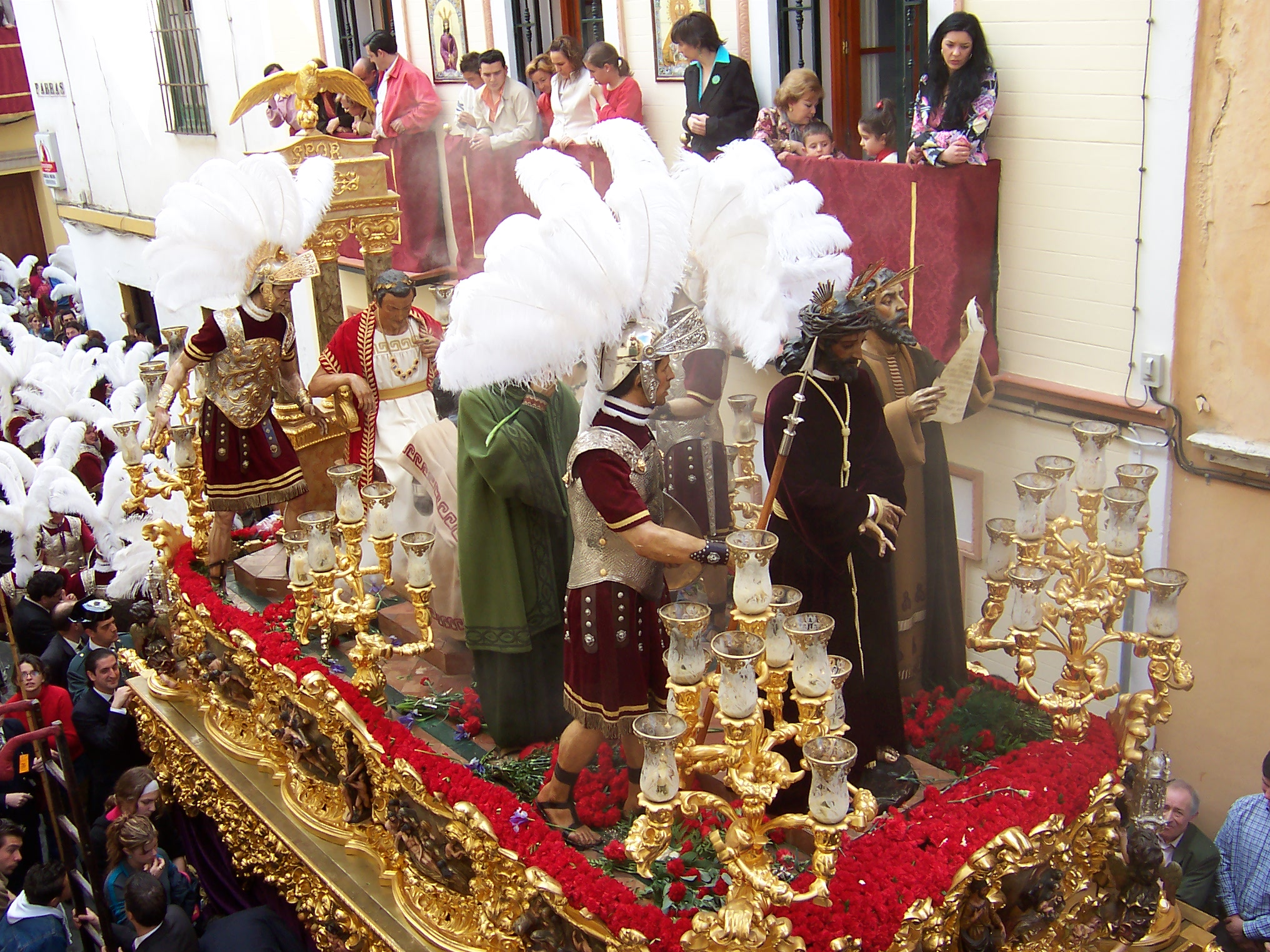
Paso Nuestro Padre Jesús de la Sentencia der Hermandad de la Macarena, Sevilla 2005.

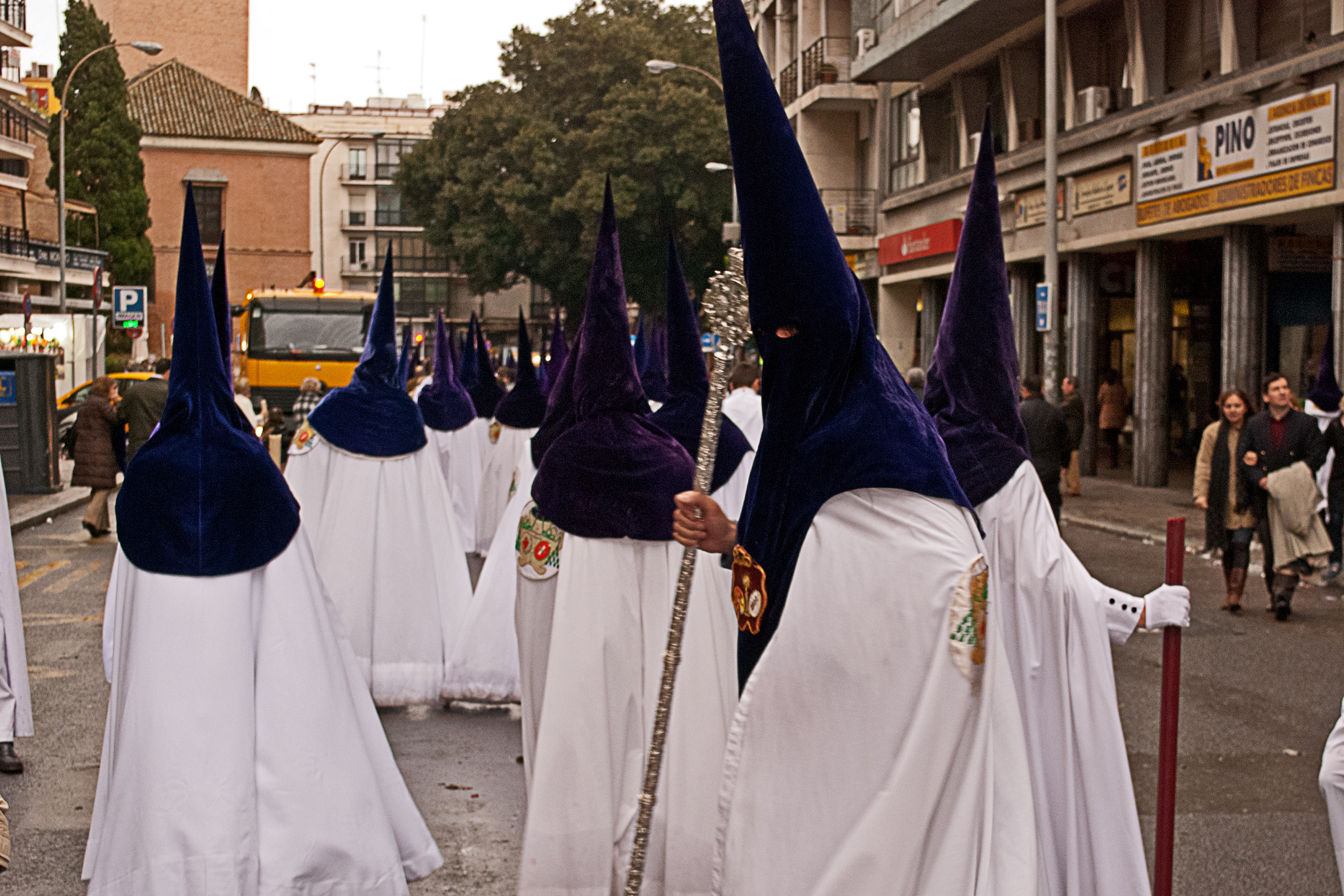
Nazarenos der Hermandad de los Gitanos, Sevilla 2013.

## Geschichte
Die ersten religiösen Vereinigungen von Hermandades und Cofradías (spanisch: Bruderschaften) bildeten sich bereits im 14. Jahrhundert. Zu dieser Zeit waren öffentliche Geißelungen weit verbreitet und als Mittel zur Vergebung der Sünden gemeinhin anerkannt. Diese ersten Bruderschaften, die nach Zusammenschlüssen und Namensänderungen teilweise immer noch in den heutigen weiterleben, veranstalteten Prozessionen, bei denen sich die Teilnehmer kasteiten. Die Bruderschaften dieser Zeit bildeten sich in der Regel aus Angehörigen einer bestimmten sozialen, Berufs- oder ethnischen Gruppe. Dies manifestiert sich auch heute noch in den Namen einiger der älteren Bruderschaften, wie Los Panaderos (die Bäcker) oder Los Gitanos. Zu Beginn des 21. Jahrhunderts bestanden in Sevilla 57 Karwochenbruderschaften.
Der Ursprung der Semana Santa liegt in den 1520er Jahren. Der spanische Adlige Fadrique Enríquez de Ribera (* 1476 in Sevilla; † 6. November 1539, ebenda) richtete nach seiner Rückkehr von einer Pilgerreise ins Heilige Land einen Kreuzweg ein. In den folgenden Jahren markierten die Stationen dieses Kreuzwegs den Verlauf der Bußprozessionen der Bruderschaften Sevillas.
Im Jahr 1604 legte Kardinal Fernando Niño de Guevara den Grundstein für den Prozessionsweg, der heute noch üblich ist. Er bestimmte, dass alle Bruderschaften Sevillas auf ihrem Bußweg die Kathedrale zu besuchen hätten, und die aus Triana stammenden die Parroquía de Santa Ana. Hintergrund waren neue kirchliche Vorschriften, die darauf abzielten, die öffentlichen Geißelungen in geregelte Bahnen zu lenken.
In der zweiten Hälfte des 19. und zu Beginn des 20. Jahrhunderts bildete sich die Semana Santa in ihrer heutigen Form. Die katholische Kirche bemühte sich um eine Stärkung der Position der christlichen Rituale in der Gesellschaft. Insbesondere wurde die Marienverehrung gefördert, z. B. durch die Verkündigung des Dogmas der Unbefleckten Empfängnis im Jahr 1854. Darüber hinaus entdeckten verschiedene Gemeinden die Bedeutung der traditionellen Prozessionen für den Tourismus und subventionierten die Hermandades, um die Tradition der Semana Santa zu erhalten und zu fördern. In der Vergangenheit konnten Frauen zwar Mitglied einer Hermandad sein, aber nicht als Nazarena mit der Prozession gehen. In den letzten Jahren haben verschiedene Bruderschaften auch Frauen die Teilnahme an den Prozessionen gestattet.

## Die Prozessionen

### Typischer Ablauf

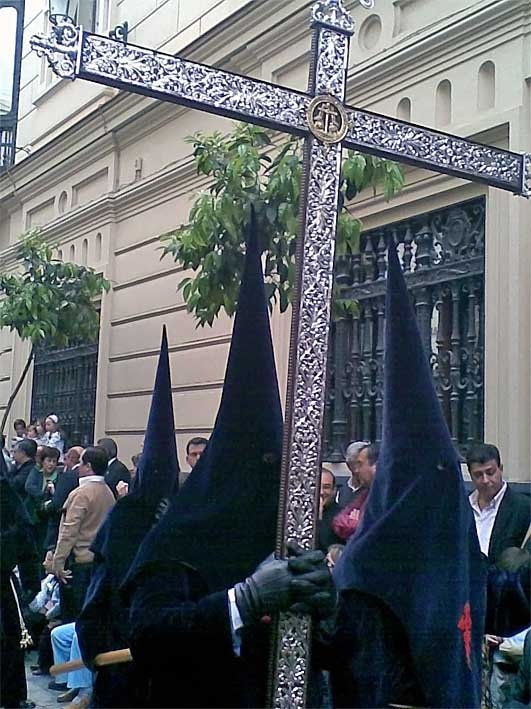
Cruz de Guía der Hermandad de la Carretera, Sevilla 2014.

In groben Zügen ist der Prozessionszug (cortejo genannt) einer Hermandad wie folgt aufgebaut:
- Cruz de Guía (Leitkreuz): Ein großes Kreuz, meist aus Holz und mit Silber verziert, das die Prozession eröffnet und den Weg für den Zug bahnt. Bei einigen Bruderschaften folgt auf das Cruz de Guía eine erste Kapelle.
- Nazarenos del Cristo: Der erste Teil der Büßer. Üblicherweise gehen diese in Zweierreihen und tragen große Kerzen, teilweise sind auch andere Insignien zu sehen, z. B. Silberstäbe, die Fahnen der Bruderschaft oder Holzkreuze.  In einigen Hermandades nimmt die Beteiligung über die letzten Jahre so zu, dass die teilweise über dreitausend Nazarenos pro Hermandad, in Dreierreihen die Prozession begleiten.
- Paso del Cristo: Der erste Paso, der eine Szene aus der Leidensgeschichte darstellt. Er wird von einem Capataz geleitet und von etwa 40 bis 50 Costaleros auf den Schultern getragen. Bei den meisten Hermandades folgt dem Paso eine Musikkapelle, die getragene Marschmusik spielt. Einige Bruderschaften haben keine musikalische Begleitung.
- Nazarenos de la Virgen: Der zweite Teil der Büßer. Bei einigen Bruderschaften unterscheidet sich ihre Kleidung von der der Nazarenos del Cristo
- Paso de la Virgen oder Paso de palio: Der zweite Paso, der die Prozession abschließt. Er zeigt ein Bildnis der Jungfrau Maria und ist mit einem Baldachin bedeckt. Auch auf diesen Paso folgt in der Regel eine Kapelle.

### Prozessionsstrecke
Start- und Endpunkt jeder Prozession ist das Viertel, in dem die Bruderschaft ihren Sitz hat. Die meisten Bruderschaften haben eine eigene Kapelle oder sind einer Kirchengemeinde angeschlossen, von deren Kirche aus sie die Prozession beginnen. Der Auszug (salida) wird von den Angehörigen und Freunden der Büßer beobachtet und gehört zu den emotionalsten Momenten einer Semana-Santa-Prozession.
Anschließend bewegt sich der Prozessionszug in Richtung Zentrum. Je nach Entfernung des Heimatviertels kann dieser Weg bis zu acht Stunden in Anspruch nehmen. Im Zentrum Sevillas befindet sich die sogenannte carrera oficial (offizielle Strecke), die von allen Bruderschaften passiert werden muss. Entlang dieser Strecke sind Logen und Klappstühle aufgebaut, die tagesweise gemietet werden können. Die carrera oficial endet in der Kathedrale, wo die Bruderschaften ihre estación de penitencia, die Bußstation abhalten. Im Anschluss verlassen sie die Kathedrale auf der gegenüberliegenden Seite und treten den Rückweg an.
Die entrada, also das Eintreten der Bruderschaft in ihre Kapelle nach dem Ende der Prozession ist ein weiterer emotionaler und sehr sehenswerter Moment, besonders da dieser in der Regel nachts stattfindet, so dass die von Kerzen erleuchteten Pasos besonders prachtvoll erscheinen.

### Prozessionsfolge
Im Folgenden sind für jeden Tag der Semana Santa die Hermandades aufgeführt, die an diesem ihre Prozession begehen.
| Domingo de Ramos Palmsonntag | Lunes Santo Karmontag | Martes Santo Kardienstag | Miércoles Santo Karmittwoch | Jueves Santo Gründonnerstag | Madrugá (Nachtprozession) | Viernes Santo Karfreitag       | Sábado Santo Karsamstag   | Domingo de Resurección Ostersonntag |
| ---------------------------- | --------------------- | ------------------------ | --------------------------- | --------------------------- | ------------------------- | ------------------------------ | ------------------------- | ----------------------------------- |
| La Paz                       | Beso de Judas         | El Cerro                 | La Sed                      | Los Negritos                | El Silencio               | La Carretería                  | Los Servitas              | La Resurección                      |
| La Borriquita                | Santa Genoveva        | Los Javieres             | San Bernardo                | La Exaltación               | El Gran Poder             | La Soledad de San Buenaventura | La Trinidad               |                                     |
| Jesús Despojado              | Santa Marta           | San Esteban              | El Buen Fin                 | Las Cigarreras              | La Macarena               | El Cachorro                    | El Santo Entierro         |                                     |
| La Cena                      | San Gonzalo           | Los Estudiantes          | La Lanzada                  | Monte-Sión                  | El Calvario               | La O                           | La Soledad de San Lorenzo |                                     |
| La Hiniesta                  | La Vera Cruz          | San Benito               | El Baratillo                | La Quinta Angustia          | La Esperanza de Triana    | San Isidoro                    |                           |                                     |
| San Roque                    | Las Penas             | La Candelaria            | Cristo de Burgos            | El Valle                    | Los Gitanos               | Montserrat                     |                           |                                     |
| La Estrella                  | Las Aguas             | La Bofetá                | Las Siete Palabras          | Pasión                      |                           | La Sagrada Mortaja             |                           |                                     |
| La Amargura                  | El Museo              | Santa Cruz               | Los Panaderos               |                             |                           |                                |                           |                                     |
| El Amor                      |                       |                          |                             |                             |                           |                                |                           |                                     |

Die Madrugá (andalusisch für spanisch madrugada, die Zeit zwischen Mitternacht und Sonnenaufgang) in der Nacht zum Karfreitag gilt als Höhepunkt der Karwoche.

## Teilnahme der Bevölkerung

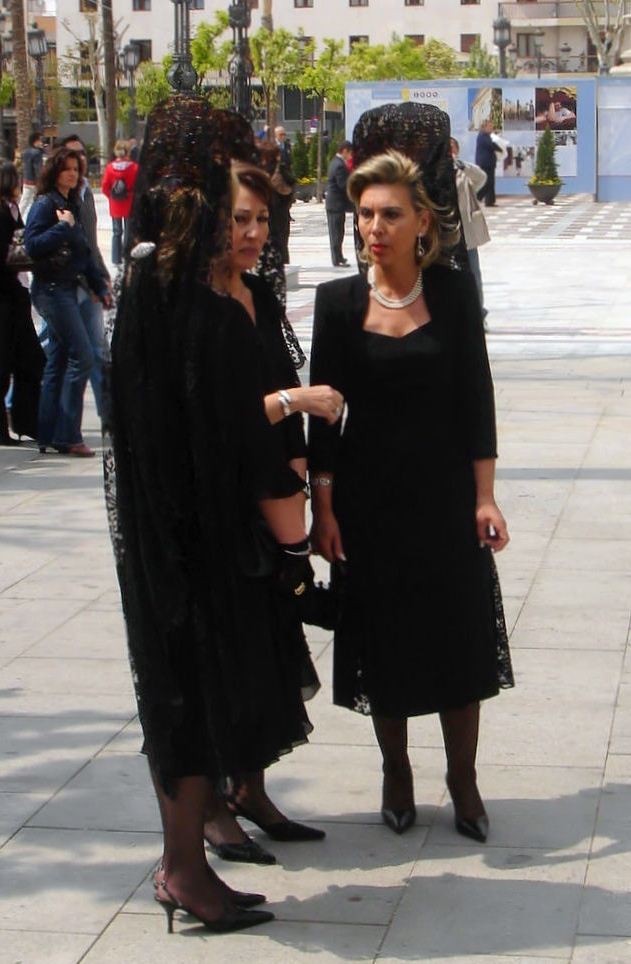
Frauen mit schwarzen Mantillas, der traditionellen Kopfbedeckung während der Semana Santa, Sevilla 2007.

Im Gegensatz zu anderen Teilen Spaniens, in denen die Karwoche gerne für den ersten Strandausflug des Jahres genutzt wird, werden die Prozessionen in Sevilla überall in der Stadt mit großer Anteilnahme verfolgt. Zumindest die Prozession der Bruderschaft des eigenen Viertels wird von den meisten Sevillanos verfolgt, besonders der Auszug und die Rückkehr genießen eine große Aufmerksamkeit. 
Während die Nazarenos vorbeiziehen, gibt es noch angeregte Diskussionen unter den Zuschauern, die aber sofort verstummen, wenn ein Paso in Sichtweite kommt. Diese werde in praktisch vollständiger Stille beobachtet. Einige der populärsten Marienfiguren, vor allem die beiden Esperanzas der Bruderschaften Esperanza de Triana und La Macarena, rufen starke Emotionen unter ihren treuesten Anhängern hervor.
Für die Kinder, die nicht aktiv an einer Prozession teilnehmen, tragen viele Nazarenos Bonbons und andere Süßigkeiten bei sich, die sie während der Pausen an diese verteilen. Dieser Brauch soll sich gebildet haben, um Kindern die Angst vor den bedrohlich wirkenden vermummten Büßern zu nehmen. Die Nazarenos von Los Panaderos verteilen sogenannte picos, kleine Brotstangen. Ein weiterer Zeitvertreib ist das Wachssammeln. Dazu werden die Nazarenos gebeten, etwas Wachs von ihren Kerzen auf eine Kugel tropfen zu lassen, die das Kind in den Händen formt und die im Laufe der Woche immer weiter anwächst.
Als capillitas werden Bürger bezeichnet, die sich in einem besonderen Maße auch außerhalb der Semana Santa in den Hermandades und Cofradías engagieren. Ein capillita verfügt meist über ein umfangreiches Wissen über die Geschichte der Bruderschaften, neue Elemente an den Pasos, die Prozessionsmärsche und jedes andere Thema der Semana Santa. Durch ihr Engagement werden sie zu wichtigen Helfern bei der Organisation der Veranstaltungen.

## Musik

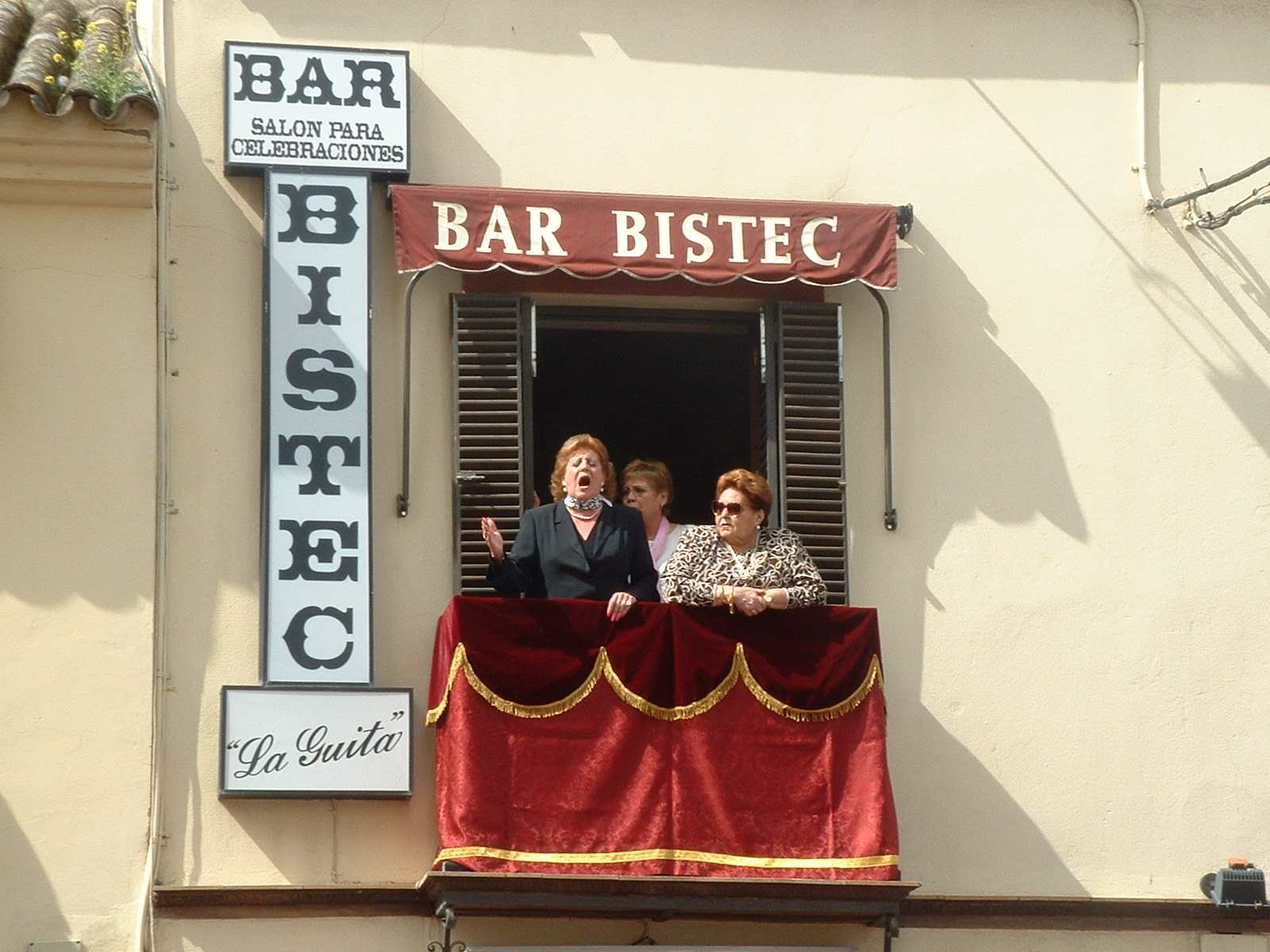
Vortrag einer Saeta auf dem Balkon einer Bar in Triana, Sevilla 2013.

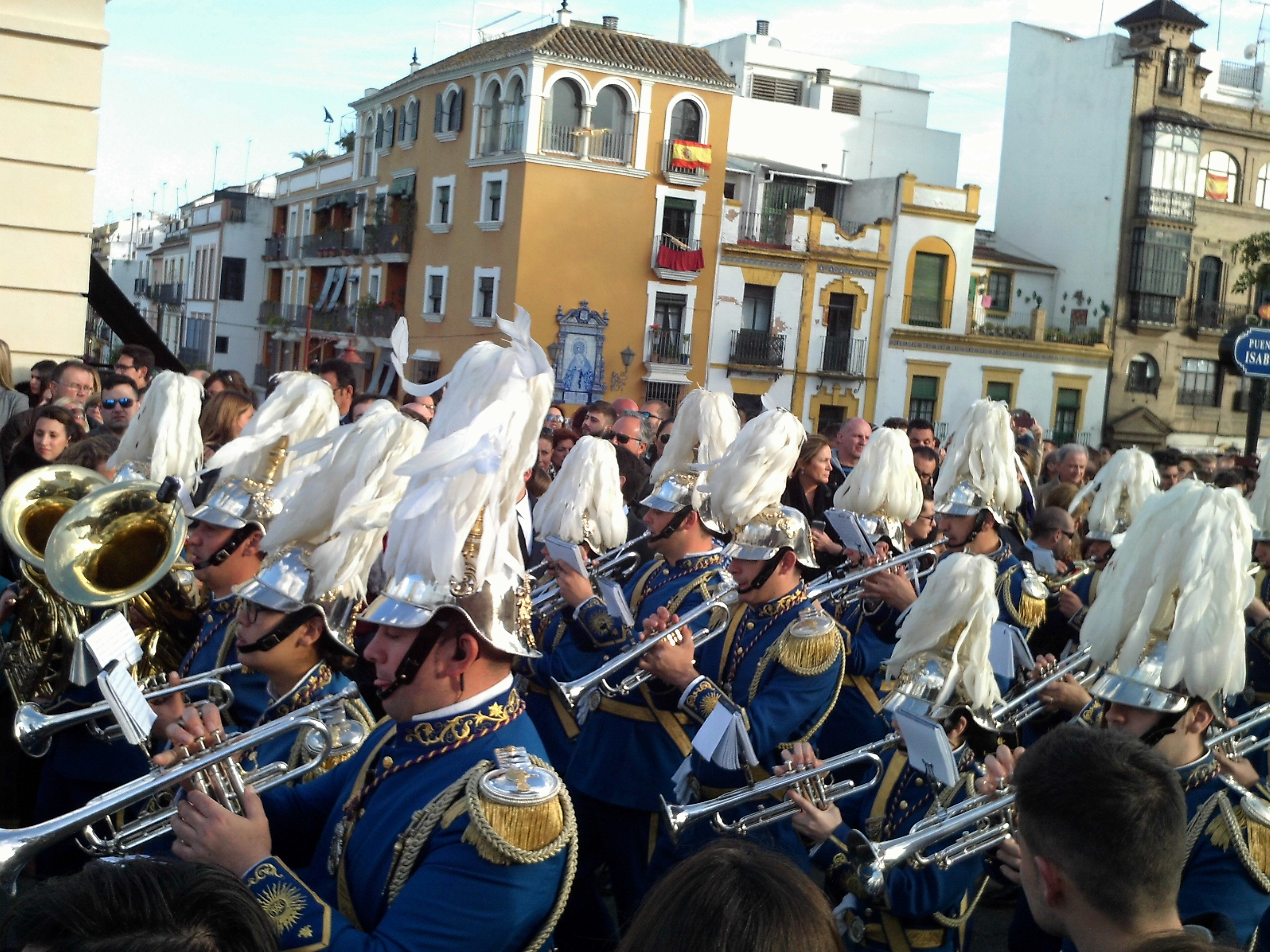
Eine Banda de Cornetas y Tambores in der Prozession der Hermandad de la O. Sevilla 2018.

Die Saeta ist ein vom Flamenco beeinflusster virtuoser Gesang, der von einzelnen Sängern oder Sängerinnen, die oftmals auf einem Balkon entlang der Prozessionsstrecke stehen, ohne instrumentale Begleitung dargeboten werden. Der Paso mit dem besungenen Bild hält während des Gesangs an. Die meisten Saetas sind den Marienstatuen gewidmet, allerdings gibt es auch Gesänge zu Ehren der populärsten Christus-Figuren.

## Das Szenarium der Semana Santa in Film und Literatur
- Bin ich schön? ist ein deutscher Episodenfilm von Doris Dörrie aus dem Jahr 1998. Eine der Filmszenen spielt während einer Prozession der Semana Santa in Sevilla, bei der zunächst die international bekannte Flamencosängerin Fernanda de Utrera eine frenetisch bejubelte Saeta darbietet.[4] Daraufhin stellt sich Linda, eine der Protagonistinnen des Films, dargestellt von Franka Potente, einem der Pasos in den Weg und improvisiert zur allgemeinen Überraschung eine Saeta in deutscher Sprache.[5]
- Semana Santa – Die Bruderschaft des Todes (Originaltitel: Semana Santa) ist ein Film von Pepe Danquart aus dem Jahr 2002 nach einem 1989 erschienenen Roman von David Hewson,[6] dessen Handlung vor dem Hintergrund der Semana Santa spielt.